# Argos (Grécia)
Argos (grego: Άργος, Árgos (IPA: ˈarɣos) é uma cidade da Grécia, em Argólida, na península do Peloponeso. De acordo com Heródoto foi a primeira grande cidade grega a se destacar no comércio com o Mediterrâneo Oriental, particularmente a Fenícia (de acordo com fontes persas é o local de origem entre as primeiras rusgas entre Ocidente e Oriente, já que mesmo na altura de Heródoto ele ainda não tinha muita noção de o porquê de a Eurásia ter sido dividida em leste e oeste, o que mostra que na época dele era algo recente tal divisão e que só se consolidaria depois). É uma das cidades mais antigas continuadamente habitadas.

## Nome
A região de Argos é denominada de Argólida, e seus habitantes são chamados de Αργεῖοι, Argīvī em latim, ou argivos em português.
O nome é pré-grego ("Pelasgo"), assim como o nome de sua acrópole, Larissa. A etimologia o deriva de um fundador mitológico, Argos, filho de Zeus e Níobe (ver também Dânao).

## História

### Argos antiga
Uma aldeia neolítica localizava-se próxima ao santuário central da Argólida, cerca de 45 estádios de Argos, próxima a Micenas. O santuário foi dedicado à "Hera Argiva". O principal festival deste templo era a Hecatombe, um dos principais festivais da cidade. Walter Burkert (Homo necans, p. 185) associava o festival ao mito do assassinato de Argos Panoptes por Hermes. Especulou-se que o epíteto de Hermes, Argeifonte, traduzido há muito como "assassino de Argos", se relaciona na realidade com o adjetivo argós ("brilhante" ou "rápido", da raiz PIE arg-, daí também argyros, prata).
Argos foi um dos maiores centros da era micênica, e junto com as acrópoles vizinhas de Micenas e Tirinto foi ocupada desde muito cedo pela sua posição privilegiada no meio das planícies férteis da Argólida.

### Argos mitológica
Segundo Eusébio de Cesareia, a partir dos livros de Castor de Rodes, o primeiro rei de Argos foi Ínaco, que reinou por cinquenta anos, seguido por Foroneu, que reinou por sessenta anos. Baseando-se nestes números, Jerônimo de Estridão calcula o início do reinado de Ínaco em c. 1857 a.C.. Newton, em sua revisão da cronologia antiga, coloca a fundação de Argos bem mais tarde, em 1080 a.C., por Foroneu.
Na era homérica pertenceu a um súdito de Agamenon e deu nome ao distrito que a cerca; a Argólida, que os romanos conheciam como Argeia.
Alguns dos reis mitológicos de Argos foram: Ínaco, Foroneu, Argos, Agenor, Tríopa, Iaso, Crotopo, Estenelo, Pelasgo, Dânao, Linceu, Abas, Acrísio, Proteu, Megapentes, Perseu, Argeu, e Anaxágoras.
Posteriormente três reis passaram a governar Argos separadamente, os descendentes de Bias, Melampo e Anaxágoras. Melampo foi sucedido por seu filho Mâncio, depois Écles, Anfiarau, e a linhagem de Melampo durou até os irmãos Alcmeão e Anfíloco, que lutaram na Guerra de Troia. Já Bias teve como sucessor seu filho Talau, e depois o filho deste, Adrasto, que, juntamente com Anfiarau, liderou a desastrosa campanha dos sete contra Tebas. Anaxágoras foi sucedido por seu filho Aletor, depois por Ífis. Ífis deixou o reino para seu sobrinho, Estenelo, filho de seu irmão Capaneu. Esta linhagem durou mais do que as de Bias e Melampo, e eventualmente o reino foi reunido sob seu último membro, Cianipo.

### Argos clássica
A importância de Argos foi eclipsada pela proximidade de Esparta depois do século VI a.C..
Por sua recusa em lutar nas Guerras Médicas, a cidade foi isolada pela maioria das outras cidades-Estado. Argos permaneceu neutra ou aliada pouco importante de Atenas durante as guerras do século V a.C. entre Atenas e Esparta.

### Argos medieval
No século XII, um castelo foi construído no monte Larissa - o sítio da antiga acrópole - chamado de Kastro Larissa. Argos foi conquistada pelos Cruzados, depois pelos venezianos, e pelos otomanos em 1463. Morosini a reconquistou para Veneza em 1686 mas ela foi retomada pelos otomanos em 1716.
No início da Guerra da Independência Grega, quando diversas repúblicas locais haviam se formado nas diversas partes do país, o "Consulado de Argos" foi proclamado no dia 26 de maio de 1821, sob o senado do Peloponeso. Teve somente um cônsul, Stamatellos Antonopoulos.
Posteriormente, Argos aceitou a autoridade do governo provisório na Primeira Assembleia Nacional em Epidauro, e veio a fazer parte do Reino da Grécia.

### Argos moderna

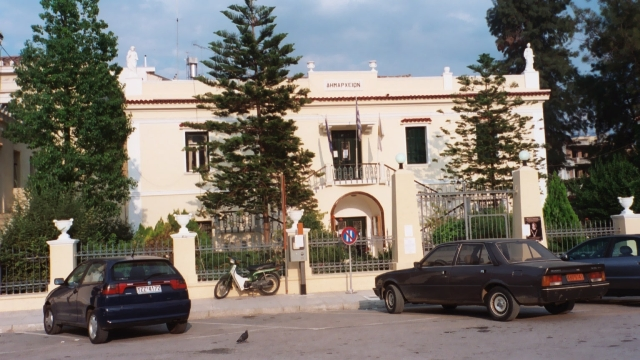
O demarkheio (prefeitura) de Argos

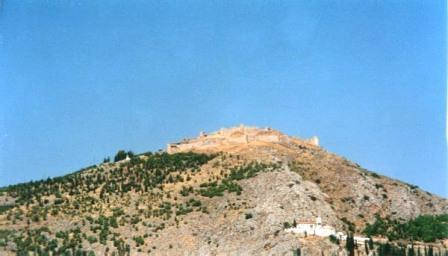
Kastro Larissa

A cidade de Argos é a capital da província com o mesmo nome, uma das três subdivisões da prefeitura da Argólida. De acordo com o censo de 2001, a cidade tem uma população de 27 550 pessoas. É a maior cidade da prefeitura, uma das poucas prefeituras na Grécia onde a maior cidade em população é maior que a capital da prefeitura.
Boa parte das ruínas da cidade antiga ainda existem e são uma atração turística popular. A agricultura, no entanto, é a atividade econômica primária na região, sendo as frutas cítricas a principal cultura, além de azeitonas.
Argos tem uma estação ferroviária (Calamata - Trípoli - Corinto), e um time de futebol junior. O Museu Arqueológico de Argos hospeda antigos artefatos descobertos não apenas nos principais sítios arqueológicos da cidade, incluindo o teatro e a ágora, mas também da cidade vizinha de Lerna. 

## Habitantes célebres
- Agéladas (século VI a.C. - século V a.C.)
- Policleto de Argos (século V a.C. - século IV a.C.), escultor
- Policleto o Jovem (século IV a.C.), escultor